# Vârsta dragostei

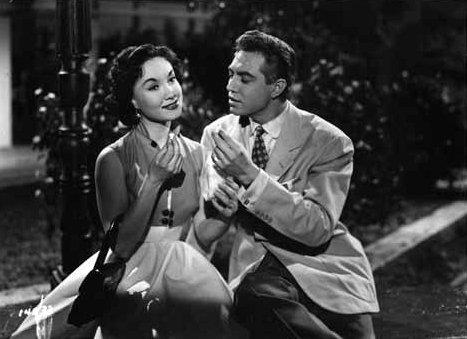
Lolita Torres și Alberto Dalbes într-o scenă din film

Vârsta dragostei grafiat la momentul lansării Vîrsta dragostei, (titlul original: în spaniolă La Edad del amor) este un film de comedie muzicală argentinian, realizat în 1954 de regizorul Julio Saraceni, protagoniști fiind actorii Lolita Torres, Alberto Dalbes, Florén Delbene și Domingo Sapelli.

## Rezumat
Cu mulți ani în urmă, un tânăr aristocrat a vrut să se căsătorească cu o cântăreață celebră, dar tatăl său a rupt căsătoria în ajunul nunții, crezând că artista nu era potrivită pentru viitorul fiului diplomat. Câțiva ani mai târziu, copiii lor acum adulți s-au întâlnit într-un teatru din Buenos Aires...

## Distribuție
- Lolita Torres – Soledad Reales „La Chispera” (Scânteia) / Ana María Rosales
- Alberto Dalbes – Alberto Méndez Tejada copil / Alberto Miranda
- Florén Delbene – Alberto Mendez Tejada tată
- Domingo Sapelli – Alberto Mendez Tejada bunic
- Morenita Galé – Marta Bibí
- Emilia Mas – Mariana
- Ramón J. Garay – Sr Mendiondo
- Mario Faig – Sampietro
- Luis García Bosch – Capuano
- Julián Pérez Ávila – Pedro
- Lina Bardo – Elvira García
- Tomás Alonso – Valentín Castro Rey
- Monique Bond – coristă
- Thelma Jordán – coristă
- Roberto Bordoni –
- Poupée Marcel –
- Carmen Giménez – doña Laura
- Rafael Diserio – servitoarea familiei Mendez Tejada
- Juan Verdaguer –
- Pepe Armil –
- Juan Villarreal – extra
- Warly Ceriani – Picavea
- Teresa Blasco – coristă
- Marta González –
- Eduardo Laber – tânărul de la cafenea
- René Roxana – coristă
- Ernesto Villegas – agentul de asigurare

## Lansare
Filmul Vârsta dragostei a avut premiera în Argentina pe data de 29 ianuarie 1954.
În România premiera filmului a avut loc la data de 20 septembrie 1959 la cinematografele „Patria”, „București”, „Grădina 13 septembrie” „Înfrățirea între popoare” (sală și grădină) și „1 Mai” (sală și grădină) din capitală.